# Communauté de communes Maine Cœur de Sarthe
Die Communauté de communes Maine Cœur de Sarthe ist ein französischer Gemeindeverband mit der Rechtsform einer Communauté de communes im Département Sarthe in der Region Pays de la Loire. Sie wurde am 25. November 2016 gegründet und umfasst 13 Gemeinden. Der Verwaltungssitz befindet sich im Ort Sainte-Jamme-sur-Sarthe.

## Historische Entwicklung
Der Gemeindeverband entstand mit Wirkung vom 1. Januar 2017 durch die Fusion der Vorgängerorganisationen
- Communauté de communes des Portes du Maine und
- Communauté de communes des Rives de Sarthe.

## Mitgliedsgemeinden
| Gemeinde                                    | Einwohner 1. Januar 2022 | Fläche km² | Dichte Einw./km² | Code INSEE | Postleitzahl |
| ------------------------------------------- | ------------------------ | ---------- | ---------------- | ---------- | ------------ |
| Ballon-Saint Mars                           | 2.270                    | 31,61      | 72               | 72023      | 72290        |
| Courcebœufs                                 | 641                      | 16,83      | 38               | 72099      | 72290        |
| Joué-l’Abbé                                 | 1.275                    | 10,39      | 123              | 72150      | 72380        |
| La Bazoge                                   | 3.748                    | 22,87      | 164              | 72024      | 72650        |
| La Guierche                                 | 1.285                    | 7,88       | 163              | 72147      | 72380        |
| Montbizot                                   | 1.833                    | 11,38      | 161              | 72205      | 72380        |
| Neuville-sur-Sarthe                         | 2.463                    | 22,94      | 107              | 72217      | 72190        |
| Saint-Jean-d’Assé                           | 1.810                    | 21,29      | 85               | 72290      | 72380        |
| Saint-Pavace                                | 2.002                    | 5,16       | 388              | 72310      | 72190        |
| Sainte-Jamme-sur-Sarthe                     | 1.964                    | 8,43       | 233              | 72289      | 72380        |
| Souillé                                     | 822                      | 4,57       | 180              | 72338      | 72380        |
| Souligné-sous-Ballon                        | 1.237                    | 12,76      | 97               | 72340      | 72290        |
| Teillé                                      | 521                      | 11,54      | 45               | 72349      | 72290        |
| Communauté de communes Maine Cœur de Sarthe | 21.871                   | 187,65     | 117              | –          | –            |